# Alberhill (California)
Alberhill es un área no incorporada ubicada en el condado de Riverside en el estado estadounidense de California.

## Geografía
Alberhill se encuentra ubicada en las coordenadas 33°43′38″N 117°23′59″O / 33.72722, -117.39972.